# 科恩利 (內布拉斯加州)
科恩利（英語：Cornlea）是位於美國內布拉斯加州普拉特縣的村。

## 人口
根據2020年美國人口普查的數據，科恩利的面積為0.24平方千米，皆為陸地。當地共有人口33人，而人口密度為每平方千米138人。